# Кандарья-Махадева

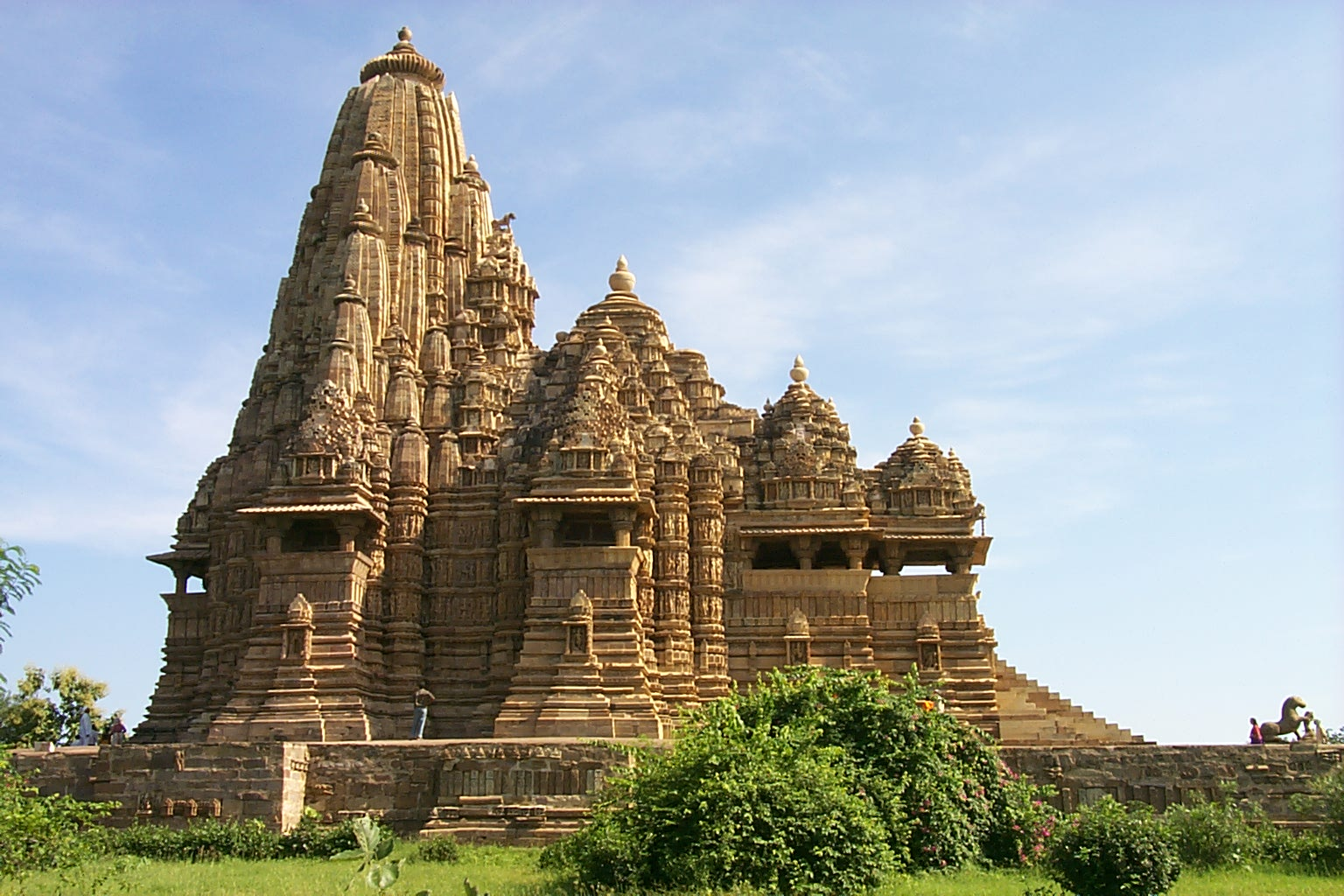

Кандарья-Махадева — крупнейший и наиболее украшенный индуистский храм западного Кхаджурахо.

## История
Храм построен в середине XI века (1017—1029 гг.) и посвящён Шиве.
Длина — 33, 2 м, ширина — 18 м, высота — 35,5 м. Строение изображает гору Шивы Меру. Вокруг шикхары построено 84 колонны-шпиля.
В святилище храма находится мраморное изображение одного из главных богов в индуизме — Шивы в виде лингама (Шива-лингам) «высотой 2,5 метра и больше метра в обхвате»
Внешние и внутренние стены храма обрамлены 646 скульптурами.
Европейцы обнаружили храм только в 1906 году, однако в путеводителях информация о Кандарья-Махадева долгое время отсутствовала по этическим причинам.
Храм Кандарья-Махадева является типичным примером индуистской храмовой архитектуры периода X-XI вв.